# Mandres-les-Roses
Mandres-les-Roses é uma comuna francesa na região administrativa da Ilha-de-França, no departamento de Val-de-Marne. Estende-se por uma área de 3,3 km². Em 2015 a comuna tinha 4 479 habitantes.

## Demografia
| 1793 | 1800 | 1806 | 1821 | 1831 | 1836 | 1841 | 1846 | 1851 |
| ---- | ---- | ---- | ---- | ---- | ---- | ---- | ---- | ---- |
| 501  | 597  | 572  | 593  | 625  | 586  | 609  | 558  | 621  |

| 1856 | 1861 | 1866 | 1872 | 1876 | 1881 | 1886 | 1891 | 1896 |
| ---- | ---- | ---- | ---- | ---- | ---- | ---- | ---- | ---- |
| 653  | 705  | 793  | 785  | 793  | 767  | 762  | 762  | 838  |

| 1901 | 1906 | 1911 | 1921 | 1926 | 1931  | 1936  | 1946  | 1954  |
| ---- | ---- | ---- | ---- | ---- | ----- | ----- | ----- | ----- |
| 878  | 808  | 818  | 855  | 960  | 1 121 | 1 117 | 1 093 | 1 276 |

| 1962 | 1968  | 1975  | 1982  | 1990  | 1999  | - | - | - |
| --- | ----- | ----- | ----- | ----- | ----- | - | - | - |
| 1 403 | 1 496 | 1 896 | 2 386 | 3 703 | 4 117 | - | - | - |
| Para os censos de 1962 a 2006 a população legal corresponde à popolução sem duplicidades, segundo define o INSEE. |       |       |       |       |       |   |   |   |

## Cultura local e patrimônio

### Lugares e monumentos
- Ferme des Tours Grises dita de Monsieur;
- Igreja Saint-Thibault de Mandres-les-Roses;
- Amoreira do Parc des Charmilles plantada em 1606 por Monsieur de Meurdracq, pai de Madame de la Guette;
- Pavilhão do antigo Manoir du Paradis, (Les Charmilles);
- Mascaron esculpido (rue Paul-Doumer perto de Les Charmilles).

### Personalidades ligadas à comuna
- Madame de La Guette, nascida Catherine de Meurdracq, nasceu em Mandres-les-Roses em 1613.
- Hippolyte Cazeaux (Affaire Solar onde ele foi defendido pelo advogado Tronson du Coudray, mais conhecido como defensor de Maria Antonieta).
- François Coppée, escritor, acadêmico (Academia Francesa), que aí tinha sua casa de campo (La Fraizière).
- Robert Marichal, antigo aluno da Escola de Chartres, acadêmico (Académie des Inscriptions et des Belles Lettres).
- Joël Lautier, campeão de xadrez.